# Bahaba taipingensis
Bahaba taipingensis es una especie de pez de la familia Sciaenidae en el orden de los Perciformes.

## Morfología
• Los machos pueden llegar alcanzar los 2 metros de longitud total y 100 kilogramos de peso.

## Alimentación
Los adultos comen gambas, cangrejos y otros crustáceos.

## Hábitat
Es un pez de clima tropical y bentopelágico.

## Distribución geográfica
Se encuentra al sur de la China: desde el río Yangtsé hasta Hong Kong, incluyendo Zhejiang, Fujian, Shanghái y Macao.

## Uso comercial
Su vejiga natatoria es muy apreciada por sus propiedades medicinales y como tónico general para la salud.

## Observaciones
Es inofensivo para los humanos.